# Szula (Dnyeper)
A Szula (ukránul: Сула) folyó Ukrajnában, mely a Közép-Orosz-hátságban ered, 365 kilométer hosszú, vízgyűjtő területe 19 600 km² és a Dnyeper folyóba torkollik a Kremencsuki-víztározónál. Szélessége 10–75 méter között változik, völgye 1,5–8 km széles, legszélesebb pontján 15 km. Decembertől márciusig befagy.